# Мара Тотева
Мария Тотева Атанасова, по-известна като Мара Тотева е българска актриса и театрална режисьорка.

## Биография
Родена е във Варна на 24 октомври 1898 г. Завършва гимназиалното си образование в Девическата гимназия във Варна. Дебютира през 1918 г. във Варненската оперно-драматическа дружба с оперетата „Вълшебният кладенец“. През 1920-1928 г. играе последователно на сцените на Пловдивския общински театър, Русенския градски театър, Варненския общински театър, Свободен театър в София. Изявява се като актриса и режисьор в пътуващите театри на съпруга си Георги Донев „Популярен театър“ и „Модерен драматически театър“, който след смъртта ѝ през 1932 г. е преименуван на нейно име. 
Почива на 3 юни 1932 г. във Враца. 

## Роли
Мара Тотева изиграва множество роли, по-значимите са:
- Маргарита – „Дамата с камелийте“ на Александър Дюма-син;
- Лейди Милфорд – „Коварство и любов“ на Фридрих Шилер;
- Саломе – „Йордан Предтеча“ на Херман Зудерман;
- Тоска – „Тоска“ на Викториан Сарду;
- Соня – „Престъпление и наказание“ на Фьодор Достоевски;
- Ирина – „Борислав“ на Иван Вазов;
- Веда – „Пленникът от Трикери“ на Константин Мутафов. [1]